# دیدارهای فوتبال اتریش و ایران
تیم ملی فوتبال مردان بزرگسالان اتریش و ایران تاکنون ۱ بار در مقابل یکدیگر قرار گرفته‌اند. در این بازی اتریش ۵-۱ پیروز می‌شود.